# ザ・ファン
『ザ・ファン』（原題: The Fan）は、ピーター・エイブラハムズが1995年に発表した小説。日本では1996年に早川書房より中津悠の翻訳で出版された。

## ストーリー
サンフランシスコ・ジャイアンツのスラッガー・ボビーの大ファンであるギルは、別れた妻エレンの下にいる息子リッチーをチーム開幕戦に誘った。しかし仕事の遅延などで息子を置き去りにしてしまったギルは、激怒したエレンの申請により裁判所から「息子への接近禁止」処分を受けてしまう。
会社からも解雇され、失意の日々を送るギルにとってボビーは唯一の心の拠り所となった。だがそのボビーも大スランプに陥ってしまう。激励のためにボビー宅に電話したギルは、そこでボビーがあっさり受話器を取って彼と話をしたことで、さらなる親近感を覚えるようになった。そして、スランプの原因は「チームメイトでライバル打者であるプリモの存在」であるとし、プリモを刺殺する。
その後スランプを脱出したボビーだが、海で溺れていた息子がギルによって助けられるも、そのまま誘拐されてしまった。その後ギルから電話があり、「俺のためにホームランを打て。でなければ息子は殺す。」という内容であった。

## 出版情報
- ISBN 978 4152080233

## 映画
1996年、トニー・スコット監督、ロバート・デ・ニーロとウェズリー・スナイプス主演で映画化された。